# 枝光駅
枝光駅（えだみつえき）は、福岡県北九州市八幡東区枝光二丁目にある、九州旅客鉄道（JR九州）鹿児島本線の駅である。駅番号はJA24。

## 歴史

### 年表
- 1908年（明治41年）4月1日[1]：帝国鉄道庁が開設[2]。
- 1944年（昭和19年）6月16日：米軍による北九州空襲で駅構内に爆弾多数落下し駅本屋中破被災。同年、日本製鐵八幡製鉄所への専用線を設置[3]。
- 1966年（昭和41年）10月1日：小倉駅 - 折尾駅間複々線化により駅移転・高架化。同年、八幡製鐵への専用線廃止[3]。
- 1984年（昭和59年）2月1日：貨物の取り扱いを廃止[2]。
- 1985年（昭和60年）3月14日：荷物扱い廃止[2]。
- 1987年（昭和62年）4月1日：国鉄分割民営化により九州旅客鉄道が継承[2]。
- 2000年（平成12年）4月28日：自動改札機を設置し、供用開始[4]。
- 2009年（平成21年）3月1日：ICカード「SUGOCA」の利用を開始[5]。
- 2022年（令和4年）3月11日：みどりの窓口の営業を終了[6][7]。
- 2023年（令和5年）10月1日：駅体制の見直しに伴い、これまでJR九州サービスサポートによる駅業務受託となっていた業務委託駅から[8]九州旅客鉄道本体による直営駅へと変更される[9]。

## 駅構造
相対式ホーム2面2線を有する高架駅。1番のりばに鹿児島本線下り列車、2番のりばに鹿児島本線上り列車が発着する。SUGOCAの使用が可能である。

### のりば
| のりば | 路線       | 方向 | 行先           |
| ------ | ---------- | ---- | -------------- |
| 1      | 鹿児島本線 | 下り | 折尾・博多方面 |
| 2      | 鹿児島本線 | 上り | 小倉・下関方面 |

- 1980年9月30日以前は快速（初代）停車駅であったが、翌10月1日に行われた特別快速と快速の統廃合と同時に通過駅に格下げされた[10]。その後1990年にスペースワールドが開園した際はスペースワールドへの最寄り駅として位置付けられていた[1]。

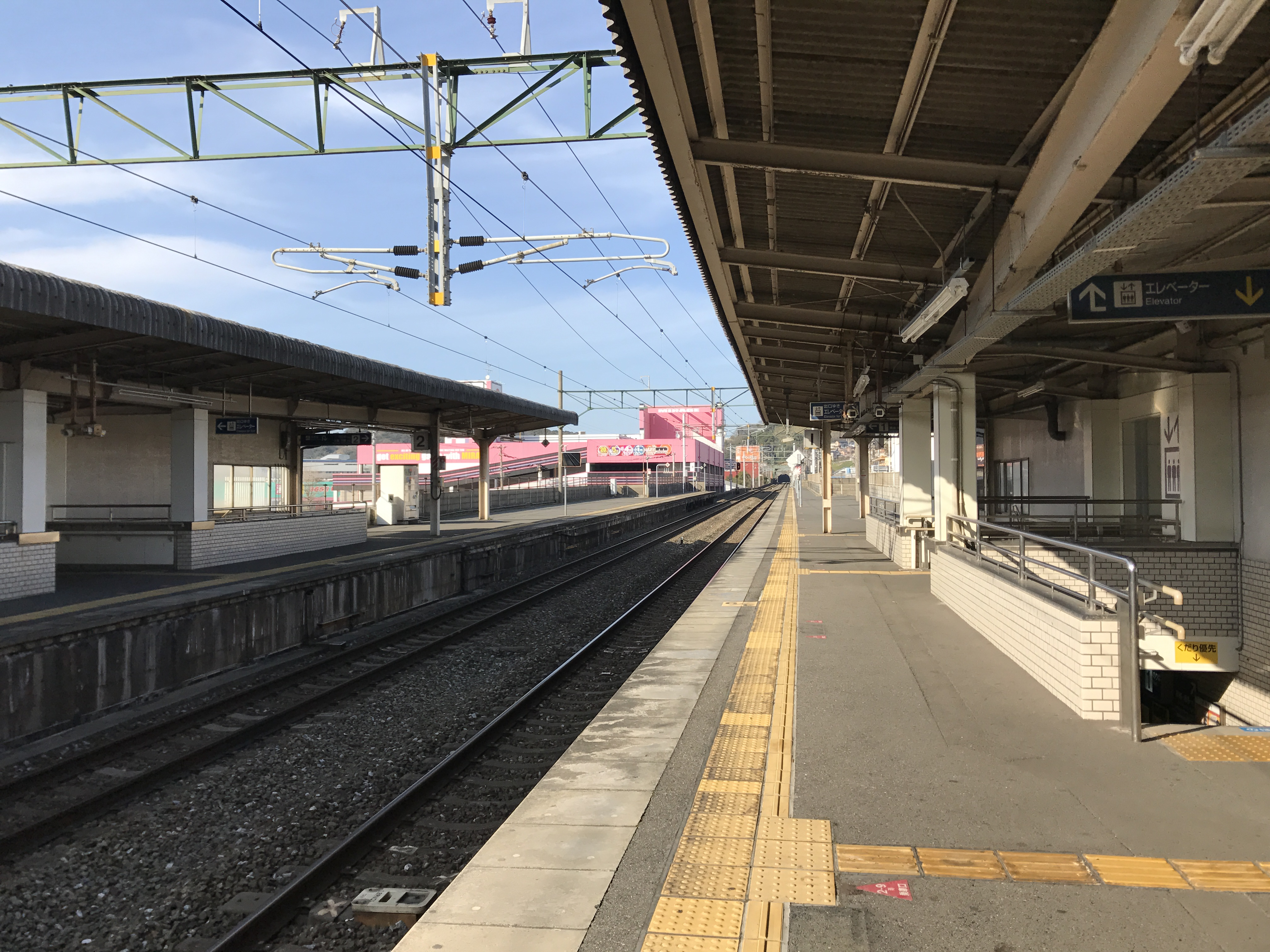
ホーム（2017年3月）
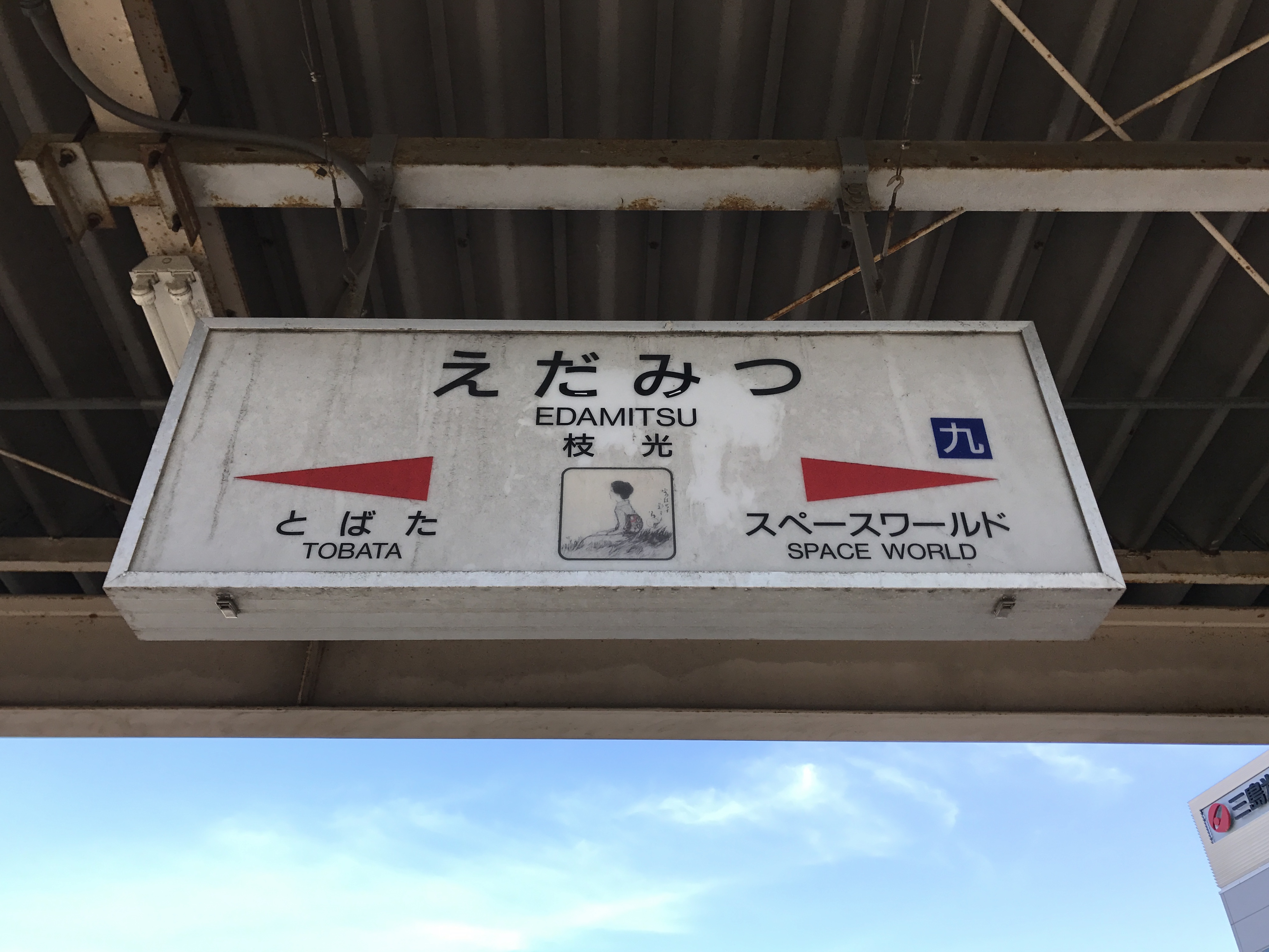
駅名標（イラストは一時枝光に住んでいた竹久夢二の美人画）

## 利用状況
2023年度の1日平均乗車人員は2,751人であり、JR九州の駅としては第63位である。
JR九州及びとうけい北九州によると、近年の1日平均乗車人員の推移は下記の通り。
| 年度   | 1日平均 乗車人員 |
| ------ | ---------------- |
| 1995年 | 8,163            |
| 1996年 | 8,065            |
| 1997年 | 7,778            |
| 1998年 | 7,602            |
| 1999年 | 5,354            |
| 2000年 | 4,700            |
| 2001年 | 4,454            |
| 2002年 | 4,182            |
| 2003年 | 4,038            |
| 2004年 | 3,869            |
| 2005年 | 3,633            |
| 2006年 | 3,441            |
| 2007年 | 3,217            |
| 2008年 | 2,831            |
| 2009年 | 2,540            |
| 2010年 | 2,485            |
| 2011年 | 2,750            |
| 2012年 | 2,927            |
| 2013年 | 3,088            |
| 2014年 | 2,848            |
| 2015年 | 2,953            |
| 2016年 | 2,962            |
| 2017年 | 2,808            |
| 2018年 | 2,866            |
| 2019年 | 2,955            |
| 2020年 | 2,662            |
| 2021年 | 2,880            |
| 2022年 | 2,727            |
| 2023年 | 2,751            |

## 駅周辺

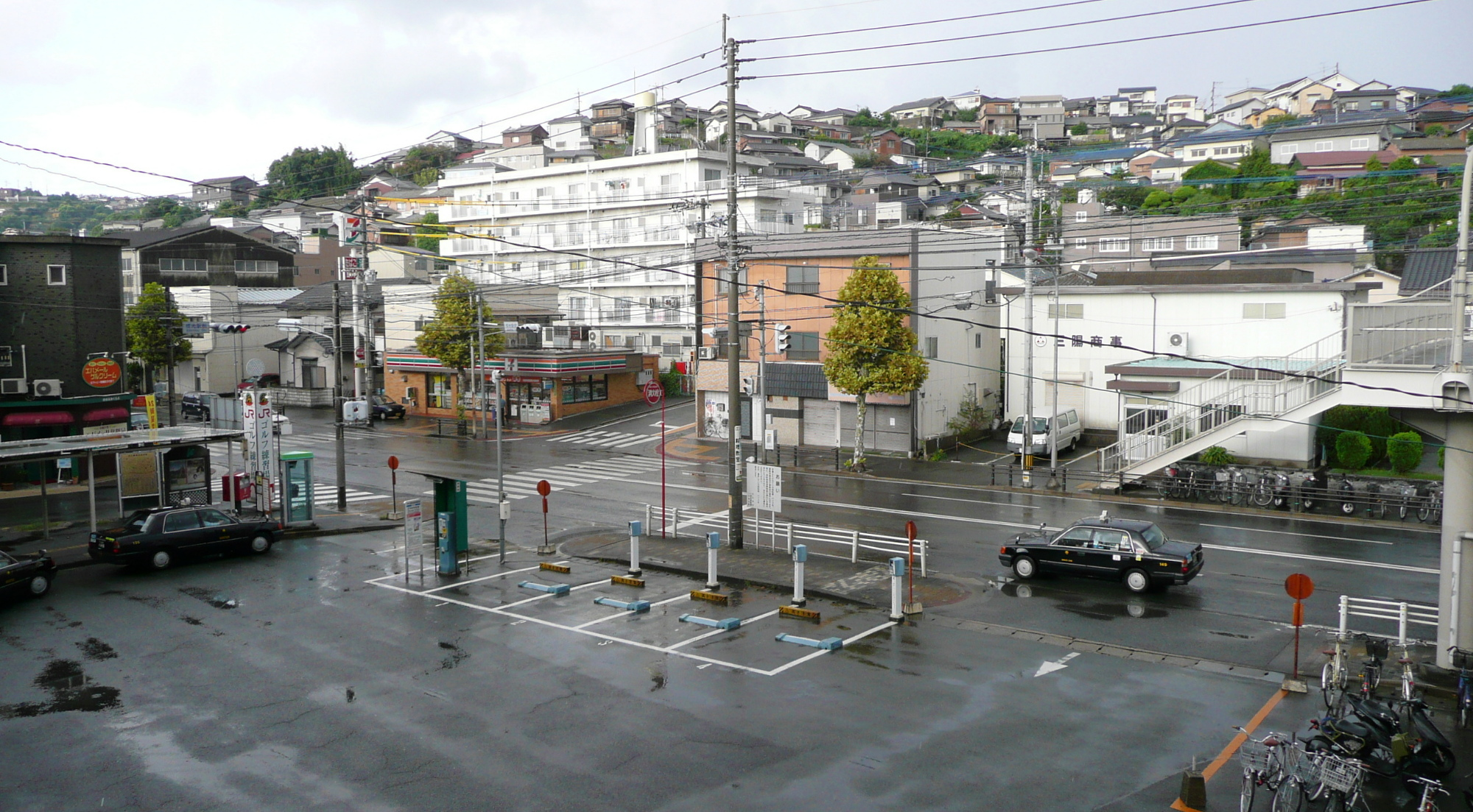
駅前（2008年8月）

古くからの市街地にあり、民家や商店が密集している。駅の西側約150mの場所を鹿児島本線の貨物専用線が通り、南東約200mの場所には日本製鉄八幡製鐵所鉱滓鉄道（くろがね線）が通っている。
当駅と八幡駅との間の旧ルートは急カーブかつ朝に順光となることからブルートレイン撮影の名所だった。
- グッデイ八幡東店
- グリーンエクスプレスゴルフクラブ（打ちっ放し練習場）
- 八幡枝光郵便局
- 東田温泉シーサイドスパ
- 北九州市立枝光小学校
- 北九州市立枝光台中学校
- 九州国際大学付属中学校・高等学校
- 福岡県八幡東警察署枝光交番
- 北九州高速5号線枝光出入口
- 福岡県道50号八幡戸畑線
- コスモス薬品ドラッグストアコスモス八幡枝光店
- しまむら八幡枝光店
- マルショク山王店

## 西鉄枝光線枝光駅前停留場（廃止）
鹿児島本線枝光駅の東側には、かつて西日本鉄道北九州線枝光支線（枝光線）の枝光駅前停留場があった。枝光線中央町 - 枝光駅前間の開通に伴い、1923年（大正12年）11月13日付で開業したもの。この付近の枝光線は、枝光駅の前を通る県道50号八幡戸畑線の東側に並行して新設軌道として敷設されており、当停留場も新設軌道上にあった。上下線それぞれに乗降場ホームのある2面2線の構造で、駅員配置はなかったが、上り線（幸町方面行き）ホームに待合所が設けられていた。1985年（昭和60年）10月20日の枝光線全廃に伴い、同日付で当停留場も廃止となった。

## 隣の駅
九州旅客鉄道（JR九州）
 鹿児島本線
■快速
通過
■区間快速・■普通
戸畑駅 (JA25) - 枝光駅 (JA24) - スペースワールド駅 (JA23)